# Macierz trójkątna
Macierz trójkątna – macierz kwadratowa, której wszystkie współczynniki pod główną przekątną lub wszystkie współczynniki nad tą przekątną są równe zero. W zależności od tego, który z wymienionych warunków jest spełniony, wyróżnia się macierze górnotrójkątne i dolnotrójkątne. Każda kwadratowa macierz schodkowa jest macierzą trójkątną.
Macierzą górnotrójkątną nazywa się macierz postaci:
|  |  | {\displaystyle \mathbf {U} ={\begin{bmatrix}u_{1,1}&u_{1,2}&u_{1,3}&\ldots &u_{1,n}\\0&u_{2,2}&u_{2,3}&\ldots &u_{2,n}\\0&0&\ddots &\ddots &\vdots \\0&0&0&\ddots &u_{n-1,n}\\0&0&0&0&u_{n,n}\end{bmatrix}},} |

czyli taką, że {\displaystyle u_{ij}=0} dla wszystkich {\displaystyle i>j.}
Macierzą dolnotrójkątną nazywa się macierz postaci:
|  |  | {\displaystyle \mathbf {L} ={\begin{bmatrix}l_{1,1}&0&0&0&0\\l_{2,1}&l_{2,2}&0&0&0\\l_{3,1}&l_{3,2}&\ddots &0&0\\\vdots &\vdots &\ddots &\ddots &0\\l_{n,1}&l_{n,2}&\ldots &l_{n,n-1}&l_{n,n}\end{bmatrix}},} |

czyli taką, że {\displaystyle l_{ij}=0} dla wszystkich {\displaystyle i<j.}

## Własności
Wyznacznik oraz permanent macierzy górnotrójkątnej są równe iloczynowi elementów leżących na głównej przekątnej:
|  |  | {\displaystyle \det {A}=\operatorname {perm} {A}=a_{11}a_{2,2}\cdots a_{n,n}.} |

Suma oraz iloczyn macierzy górnotrójkątnych także jest macierzą górnotrójkątną. Co więcej, macierze górnotrójkątne tworzą podpierścień pierścienia macierzy. Analogiczną własność mają macierze dolnotrójkątne.